# Brexit
Brexit er en proces, der førte til, at Storbritannien og Gibraltar trådte ud af EU den 31. januar 2020 klokken 23:00 GMT. Udtrædelsen var oprindeligt sat til 29. marts 2019, men blev udskudt flere gange, da det britiske parlament og Europa-Parlamentet forsøgte at lave en udtrædelsesaftale mellem Storbritannien og EU inden da.
Baggrunden for Brexit er folkeafstemningen om Storbritanniens EU-medlemskab den 23. juni 2016, hvor 51,89 procent af vælgerne stemte for at forlade ("leave") EU, mens 48,11 procent stemte for at forblive ("remain") i EU. I marts 2017 vedtog Underhuset og Overhuset en lov, der bemyndiger regeringen til at forhandle om Storbritanniens udtræden af EU. Loven blev stadfæstet af dronningen den 16. marts 2017.
Forhandlingerne om Storbritanniens udtræden af EU startede formelt, da den britiske regering aktiverede artikel 50 i Traktaten om Den Europæiske Union. Denne bestemmelse kom ind i traktaten, da Lissabontraktaten trådte i kraft i 2009. Artikel 50 blev aktiveret den 29. marts 2017.
Storbritannien er det første selvstændige, uafhængige land, der forlader EU. Grønland forlod EF den 1. februar 1985.

## Resultat efter konstituerende land
Storbritannien som land består af 4 konstituerende lande. Af disse ligger England, Skotland, og Wales, på hovedøen Storbritannien og det sidste, Nordirland, på øen Irland grænsende til Republikken Irland. På grund af sin størrelse er England yderligere delt i 9 regioner. Ved valg til Europaparlamentet har Nordirland, Skotland, Wales, og de engelske regioner, tjent som valgkredse, og det gjorde de også ved Brexit-afstemningen. Nordirland, Skotland, og den engelske London-region stemte for at blive i EU. Wales og 8 af de engelske regioner (og desuden også England som helhed) stemte for at forlade EU. Sammenlagt stemte briterne 51,89 procent for at forlade EU.
Gibraltar er et Britisk oversøisk territorium (BOT) grænsende til Spanien. Modsat andre BOTer var Gibraltar del af EU sammen med Storbritannien. Gibraltar regnes for del af South West England-regionen i EU-parlamentsvalgsligt øjemed, og stemte for at blive i EU. De tre britiske kronbesiddelser Jersey, Guernsey, og Man, er ikke del af Storbritannien og heller ikke af EU, hvorfor der ikke blev holdt afstemning på øerne. På grund af øernes tætte forbindelser til Storbritannien vil den britiske udtræden af EU alligevel få betydning for øerne.

## EUs strategi
EU-ledere fra de 27 andre lande vedtog lørdag 29. april 2017 deres strategi for udmeldelsesforhandlingerne med Storbritannien. Det er et dokument på 8 sider, der blev vedtaget enstemmigt uden diskussion.

## Forhandlingernes forløb
- Torsdag 23. juni 2016: Ved en folkeafstemning stemmer 52 procent (51,89 procent) af de britiske vælgere for at forlade EU, mens 48 procent (48,11 procent) stemmer for at forblive i EU.
- Onsdag 29. marts 2017: Storbritannien meddeler officielt EU, at landet vil melde sig ud af EU. Selve udmeldelsen vil ske to år senere (dvs. den 29. marts 2019).
- Mandag 19. juni 2017: EU's chefforhandler, Michel Barnier, og den daværende britiske chefforhandler, brexitminister David Davis, indleder de egentlige forhandlinger om britisk udmeldelse af EU.
- Mandag 29. januar 2018: De 27 lande, der forbliver i EU, vedtager på et europaministermøde i Bruxelles et mandat til forhandlingerne om en overgangsordning efter den britiske udmeldelse.
- Torsdag 12. juli 2018: Theresa May fremlægger en hvidbog med britiske planer for fremtidens forhold til EU. Få dage tidligere har David Davis og udenrigsminister Boris Johnson forladt regeringen i protest mod en ifølge dem alt for blød brexitplan.
- Torsdag 19. juli 2018: Den nye brexitminister, Dominic Raab, mødes for første gang med Michel Barnier i Bruxelles, efter at David Davis er trådt tilbage. Raab lover mere fart på forhandlingerne.
- Oktober 2018: EU ønskede at afslutte forhandlingerne om udtrædelsen samt om en overgangsordning og rammerne for det fremtidige forhold. Det skulle give tid til ratificering i Europa-Parlamentet. Et topmøde midt i oktober blev dog afsluttet uden en aftale.
- Tirsdag 13. november 2018: Det bekræftes fra Downing Street i London, at der er enighed om et udkast til en aftale om briternes udtræden af EU. Udkastet skal underskrives fra officielt hold.
- Onsdag 14. november 2018: Den britiske regering godkender udkastet til en brexitaftale.
- Søndag 25. november 2018: EU's stats- og regeringschefer godkender udtrædelsesaftalen og den politiske erklæring, der tilsammen udgør Storbritanniens udtræden af EU. Aftalen skal godkendes i det britiske parlament og i Europa-Parlamentet, før den træder i kraft.
- 15. januar 2019: Regeringen under Theresa May taber den første afstemning om udtrædelsesaftalen med EU med stemmerne 432 mod 202.[8]
- 12. marts 2019: Regeringen taber den anden afstemning om udtrædelsesaftalen med EU med stemmerne 391 mod 242.[9]
- 20. marts 2019: Theresay May anmoder EU om forlængelse af artikel 50 perioden til 30. juni 2019.
- 21. marts 2019: Det Europæiske Råd tilbyder at forlænge perioden til 22. maj 2019.
- 29. marts 2019: Udløb af den oprindelige artikel 50 periode. Tredje afstemning om udtrædelse tabes af regeringen med stemmerne 344 mod 286.
- 5. april 2019: Theresay May anmoder for 2. gang EU om forlængelse af artikel 50 perioden til 30. juni 2019.[10]
- 10. april 2019: Det Europæiske Råd tilbyder at forlænge perioden til 31. oktober 2019.[11][12]
- 24. juli 2019: Boris Johnson tiltræder som ny premierminister.[13]
- 28. august 2019: : Boris Johnson tilkendegiver at han ønsker at udsætte parlamentets samling i september. Han foreslår der skal være en "Queens speech" d. 14. oktober. Dette var kontroversielt fordi det gav parlamentet meget kort tid til at kunne vedtage nødvendig lovgivning op til artikel 50 deadlinen d. 31. oktober.[14]. Dronningen godkendte dette på et statsrådsmøde (en: "Privy Council").[15]
- 3. september 2019: Et forslag, den såkaldte "Benn lov" (en: "Benn Bill"), om at forbyde et rent "no-deal brexit" vedtages 1. gang med 328 mod 301 stemmer.
- 4. september 2019: "Benn loven" vedtages endeligt gang med 329 mod 300 stemmer.
- 9. september 2019:
  - Regeringen taber igen et forsøg på at udskrive valg.
  - Speaker for Underhuset John Bercow tilkendegiver at han vil træde tilbage senest 31. oktober.[16]
  - "Benn loven" stadfæstes af Dronningen
  - Parlamentets samling udsættes til 14. oktober.
- 24. september 2019: Den britiske højesteret afgør enstemmigt at Boris Johnson's beslutning om at udsætte parlamentets samling til 14. oktober ikke var gyldig.[17][18][19]
- 25. september 2019: Parlamentet samles igen.
- 19. oktober 2019: Premierminister Boris Johnson sender 2 breve til Det Europæiske Råd. Det ene ikke er underskrevet, men anmoder om endnu en udsættelse af artikel 50 perioden til 31. januar 2020.[20][21][22]
- 22. oktober 2019: Udtrædelsesaftalen godkendes 1. gang i parlamentet med 329 stemmer mod 299, men parlamentet afviser med 322 stemmer mod 308 at Storbritannien kan nå at udtræde pr. 31 oktober 2019.[23][24]
- 28. oktober 2019: Det Europæiske Råd godkender at forlænge artikel 50 perioden til 31. januar 2020.[25][26][27]
- 12. december 2019: Der afholdes parlamentsvalg som medfører at det konservative parti under Boris Johnson får et flertal på 80 mandater.[28]
- 20. december 2019: Udtrædelsesaftalen godkendes 2. gang i parlamentet med 358 stemmer mod 234.[29]
- 22. januar 2020: Udtrædelsesaftalen godkendes 3. gang (og dermed endeligt) i parlamentet med 342 stemmer mod 254. Overhuset havde forinden vedtaget en række ændringsforslag, men disse blev alle afvist af parlamentet. Overhuset besluttede derefter ikke at komme med flere ændringsforslag, for ikke yderligere at forhale processen.[30][31]
- 29. januar 2020: Europa-Parlamentet godkender udtrædelsesaftalen med Storbritannien.[32][33]. Dette var også den sidste dag hvor britiske medlemmer af Europe-parlamentet deltog i parlamentet.[34]
- 30. januar 2020: Det Europæiske Råd godkender endeligt udtrædelsesaftalen med Storbritannien.[35]
- 31. januar 2020: Storbritanniens sidste dag som medlem af EU
- 31. december 2020: Overgangsperioden slutter [36]

## Artikel 50
I artikel 50 i Traktaten om Den Europæiske Union hedder det blandt andet:
- 1. Enhver medlemsstat kan i overensstemmelse med sine forfatningsmæssige bestemmelser beslutte at udtræde af Unionen.
- 2. Hvis en medlemsstat beslutter at udtræde, meddeler den det til Det Europæiske Råd. På baggrund af Det Europæiske Råds retningslinjer forhandler og indgår Unionen en aftale med den pågældende stat om de nærmere bestemmelser for statens udtræden under hensyn til rammen for dens fremtidige forbindelser med Unionen. Denne aftale forhandles i overensstemmelse med artikel 218, stk. 3, i traktaten om Den Europæiske Unions funktionsmåde. Den indgås på Unionens vegne af Rådet, der træffer afgørelse med kvalificeret flertal efter Europa-Parlamentets godkendelse.
- 3. Traktaterne ophører med at finde anvendelse på den pågældende medlemsstat på datoen for udtrædelsesaftalens ikrafttræden eller, hvis en sådan aftale ikke foreligger, to år efter meddelelsen i stk. 2, medmindre Det Europæiske Råd efter aftale med den pågældende medlemsstat med enstemmighed beslutter at forlænge denne frist.